# Chlamydatus associatus
Chlamydatus associatus är en insektsart som först beskrevs av Philip Reese Uhler 1872.  Chlamydatus associatus ingår i släktet Chlamydatus och familjen ängsskinnbaggar. Inga underarter finns listade i Catalogue of Life.